# 倫敦及東北鐵路A4型蒸汽機車
倫敦及東北鐵路A4型蒸汽機車（英語：LNER Class A4）是倫敦及東北鐵路使用的一款煤水車式蒸汽機車，於1935年至1938年間由唐卡斯特工廠共計製造35輛。

## 歷史
鐵路工程師、時任倫敦及東北鐵路首席機械工程師的尼格爾·格雷斯利於1935年設計出了A4型機車，以满足倫敦國王十字車站至紐卡斯爾的“銀禧號”高速列車（因喬治五世登基二十五周年紀念慶典命名）開行的需求。1933年，格雷斯利訪問德國期間，受到了高速列車“飛行的漢堡人”（德國877型柴油動車組）的启發。而倫敦及東北鐵路此前曾考慮購置類似列車擔當倫敦至紐卡斯爾間列車交路，但是當時的柴油動車組載客能力不足，對新技術的資本投資又過高。格雷斯利堅信若用蒸汽機車牽引合適的營運列車同樣能行。在1935年，倫敦及東北鐵路又進行了一系列試驗，其中一次2750號倫敦及東北鐵路A3型蒸汽機車（格雷斯利此前設計的車型）最高試驗速度達到了創紀錄的108英里（174千米）/小時，並在4小時内完成全程。隨後，倫敦及東北鐵路總經理拉爾夫·韋奇伍德授權格雷斯利在A3型蒸汽機車的基礎上研製一種流線型機車。
由於需要擔當“銀禧號”的牽引任務，首批4台A4型機車（2509、2510、2511、2512號機車）的命名中均含有“銀”（silver），分別命名為Silver Link，Quicksilver，Silver King，Silver Fox。在一次試運行中，2509號A4型機車牽引列車運行速度兩次達到112.5英里（181.1公里）/小時，打破了英國的速度紀錄，並在43英里（69.2公里）的距離内保持平均速度100英里（160.9公里）/小時。
随著銀禧號列車在商業上取得成功，倫敦及東北鐵路又相繼開行多趟高速旅客列車，如“加冕號”（倫敦至愛丁堡，1937年7月開通）、“西部騎行公司號”（運行於倫敦-利茲-布拉德福德間，1937年11月開通）等，因此本型機車開始被特别製造。

## 設計
A4型機車是在倫敦及東北鐵路A3型的基礎上，為滿足高速客運列車牽引任務而設計的。與LNER A3型相比，簡化蒸汽循環管路、提高鍋爐壓力、擴充火箱增加燃燒室等技術改進使得LNER A4型運用效率有所提高，減少了煤和水的消耗量。1938年3月製造的4468號機車上又做了進一步的改進，採用了雙煙筒Kylchap式排氣系統，使機車性能進一步提高，最後生產的3台LNER A4型機車——4901、4902、4903號機車出厰時也採用了此種設計。在20世紀50年代末期，其他LNER A4型機車也完成了相同改造。
本型機車採用流線型車體設計，這種設計不僅能改善其空氣動力學性能，提高運行速度；而且在行駛中能產生上升氣流，防止煙影響司機視線，而蒸汽機車的這一固有問題一般通過加裝擋煙板來解決，尤其是在降低遮斷比運行時。 A4型獨特的外觀也使其成為藝術家、攝影工作者和電影製作人眼中頗具吸引力的主題。鐵路迷也將A4型昵稱為“streaks”。
A4型机车早期全部装有由奥利弗·布利德设计的翼型形状的侧裙板，之後在二戰期間被拆除，以便於檢修閥動裝置，此後一直没有重裝。除此之外，A4型是世界上為數不多的存在期間始終保持流線型外觀不變的蒸汽機車之一。為了降低使用成本、簡化檢修工作及方便司機瞭望，許多類似的流線型蒸汽機車車型，包括同一时期的倫敦米德蘭和蘇格蘭鐵路“加冕”型等，都拆除或取消了流線型結構。

## 世界速度纪录
在1938年7月3日的一次制动试验中，使用第一台装有Kylchap排气系统的A4型机车（4468号，别号Mallard）牵引6辆客车及一辆动力试验车，期间达到了202.8km/h的世界速度纪录。本次创纪录的运转中，通过对滚筒测力计（目前被大英铁路博物馆收藏）所测数据的仔细分析表明，4468号A4型机车的速度实际上已超过此前德国05 002号机车的速度纪录（200.4km/h）。由于此次试验是在下坡时达到了最大速度，因而在技术上较为失败；而05 002号机车的试验全程都是在水平路段进行的，机车运行过程中也几乎未达到承受极限。另一方面，上述德国试验列车编组只有4辆（总重197吨），而英国这次试验所用列车编组有7辆（总重240吨）。
该次运转之后，机车中部汽缸的曲拐销出现过热熔化现象，因此只得中途停于彼得伯勒而无法继续前往伦敦。

## 運用
A4型機車先後在倫敦及東北鐵路和英國鐵路作為幹線客運機車使用，用於擔當東海岸幹線的特快旅客列車牽引任務。20世紀60年代初期，隨著英鐵55型柴油機車投入使用，A4型蒸汽機車陸續退役。當時由於阿伯丁至格拉斯哥特快列車需要提速等原因，仍有少量A4型機車在蘇格蘭地區繼續使用至1966年。

## 事故
1942年4月28日晚至29日凌晨，正值第二次世界大战德国轰炸约克期间，配属盖茨黑德机务段的4469号A4型机车，存放于约克北机务段。当时该机车由唐卡斯特机务段临时支配，用于牵引区间列车。在此期间约克站和约克北机务段遭到轰炸，一枚炸弹在机务段内发生爆炸，致使存放在段内的4469号机车与925号B16型机车严重破损。事后两台机车因无法修复报废。

## 現存車輛
- 60007（LNER 4498）：北約克郡濕地鐵路（英语：North Yorkshire Moors Railway）動態保存
- 60008（LNER 4496）：美國威斯康星州國家鐵路博物館（英语：National Railroad Museum）靜態展示

- 60009（LNER 4488）：桑頓機務段（蘇格蘭法夫）動態保存
- 60010（LNER 4489）：加拿大鐵路博物館（英语：Canadian Railway Museum）靜態展示
- 60019（LNER 4464）：倫敦及西北鐵路遺產公司（英语：LNWR Heritage）動態保存
- 60022（LNER 4468）：大英鐵路博物館靜態展示